# Cartmel
Cartmel è un villaggio della contea di Cumbria, nel nordovest dell'Inghilterra, diverse miglia a ovest di Grange-over-Sands.
Tradizionalmente si trovava nel Lancashire ma alcuni cambiamenti di confine l'hanno portato, nel 1974, nella nuova contea di Cumbria.
Il villaggio è sede del priorato di Cartmel del XII secolo, fondato da Guglielmo il Maresciallo 2º conte di Pembroke, figlio del più noto Guglielmo il Maresciallo 1º conte di Pembroke di cui portava lo stesso nome.
Guglielmo 1º conte di Pembroke fu dopo la morte di Giovanni Senza Terra, 1216, tutore di Enrico III d'Inghilterra ancora minore e reggente del regno.
Cartmel è famosa anche per lo  sticky toffee pudding, un tipico dolce britannico.